# 共洗い
共洗い（ともあらい）は化学分析時に行う準備作業の名称である。

## 作業手順
液体を容器に採り、当該の液体に対する化学的分析を試みる場合に、液体採取に先立って行われる作業であって、もっぱら次のような手順で実施される。
1. 洗浄済みの容器に、分析対象の液体を適量採る。
2. 容器を十分振るなどして、容器内部を分析対象の液体を用いて洗浄する。
3. いったん容器から液体を(おおむね)除去する。
4. 改めて、分析対象の液体を分析に必要な量だけ容器に採り、実際の分析を実施する。

## 解説
共洗いの主たる目的は、容器内部に付着している、分析対象となる液体以外の物質を、予め除去することにある。同時に、容器洗浄に用いた水分が付着していることで、分析対象の液体の濃度に影響を与えることのないようにする目的もある。
分析対象となる液体がふんだんに採取できることが、共洗いを行うための前提条件である。